# Andreea Bănică
Andreea Bănică (Eforie Sud, 1978. június 21. –) román énekesnő. Legismertebb száma a Donyval közös „Samba”.

## Pályafutása
4 éves korában kezdett el énekelni, két évvel később felfigyelt rá Adrian Păunescu, aki a konstancai diákok felkészítő klubjába irányította. 6 évesen részt vett a Cântarea României nevű kulturális versenyben, megtévesztve a szervezőket azzal, hogy nyolc évesnek vallotta magát, és díjat is nyert. A következő évben megismételte ugyanezt.
Két évig zongorázni tanult és négy évig canto tanulmányokat folytatott.
1998-ban részt vett a mamaiai könnyűzenei fesztiválon, ahol elindult a karrierje a showbusinessben.
Claudia Pătrăşcanu és Iulia Chelaru mellett tagja volt az Exoticnak, az első román női együttesnek. Első számuk ebben a felállásban a Sexy nagy sikert aratott. Két év után az Exotic tagjai szétváltak. 2000-ben Andreea Banica és Cristina Rus új együttest alakított (Blondy). Négy évig maradtak együtt, három albumuk jelent meg.

## Stúdióalbumok
- 2005: Dansez, dansez
- 2007: Rendez-Vous

## 2001-2005: Blondy Duó
- 2001: Atât de Aproape
- 2002: O parte din tine
- 2003: Dulce și amar